# Lucius Apustius Fullo
Lucius Apustius Fullo était un homme politique de la République romaine, d'origine plébéienne. Il est le fils de Lucius Apustius Fullo et le petit-fils de Gaius Apustius Fullo.
En 226 av. J.-C., il est le premier membre de sa famille à être consul.
En 215 av. J.-C., il pourrait avoir participé aux combats de Tarente.
Les historiens antiques nomment d'autres membres de cette famille, sans que l'on connaissent leur parenté exacte :
- En 200 av. J.-C., un légat porte le nom de Lucius Apustius durant la seconde guerre macédonienne et remporte plusieurs succès militaires[1].
- En 196 av. J.-C., un Lucius Apustius Fullo est préteur urbain[2]